# Melanopsidae
Melanopsidae zijn een familie van weekdieren uit de klasse van de Gastropoda (slakken).

## Taxonomie
De volgende geslachten zijn bij de familie ingedeeld:
- Esperiana Bourguignat, 1877
  - = Fagotia Bourguignat, 1884
  - = Pseudhemisinus G. Nevill, 1885
- Holandriana Bourguignat, 1884
  - = Amphimelania P. Fischer, 1885
  - = Melanella Swainson, 1840
- Melanopsis Férussac in Férussac & Férussac, 1807
  - =  † Boistelia Cossmann, 1909
  - = Lyrcaea Adams & Adams, 1854
  - = Lyrcea H. Adams & A. Adams, 1854
  - =  † Melanoptychia Neumayr, 1880
  - =  † Melanosteira Andreae, 1893
  - =  † Melanostira Cossmann, 1909
  - =  † Melanopsis (Melanosteira) Andreae, 1893
- Microcolpia Bourguignat, 1884
- † Pseudofagotia Anistratenko, 1993
- † Stilospirula Rovereto, 1899
  - =  † Macrospira Sandberger, 1872
  - =  † Stylospirula Cossmann, 1899
- † Turripontica Anistratenko, 1993
- Zemelanopsis Finlay, 1926